# 756
Năm 756 là một năm trong lịch Julius.